# Bo Hanson
Pour les articles homonymes, voir Hanson.
Bo Hanson, né le 7 août 1973 à Port Kembla, est un rameur d'aviron australien.

## Palmarès

### Jeux olympiques
- Atlanta 1996
  -  Médaille de bronze en quatre de couple.
- Sydney 2000
  -  Médaille de bronze en quatre sans barreur.
- Athènes 2004
  -  Médaille de bronze en huit[1].